# Lukas Watzl
Lukas Thomas Watzl (* 1990 in Graz) ist ein österreichischer Schauspieler.

## Leben
Lukas Watzl studierte von 2012 bis 2016 am Max Reinhardt Seminar in Wien Schauspiel; Rollenunterricht erhielt er bei Susanne Granzer, Cornelius Obonya und Nicholas Ofczarek. Während des Studiums war er unter anderem 2014 bei den Hoffestspielen Meggenhofen in Häuptling Abendwind oder Das gräuliche Festmahl in der Titelrolle, und 2015 in einem Gastspiel des Reinhardt-Seminars am Landestheater Niederösterreich in Frank Wedekinds Lulu in der Rolle des Dr. Schön zu sehen. 2016 verkörperte er den Hupka in Jura Soyfers Astoria und den Präparator in Ödön von Horváths Glaube Liebe Hoffnung.
Nach Abschluss des Studiums spielte er in der Saison 2016/2017 als Gast am Wiener Volkstheater. In der Bühnenfassung des Romans Der Trafikant von Robert Seethaler verkörperte er im fliegenden Wechsel 15 verschiedene Rollen und spielte zudem auf der E-Gitarre. Im Mittelschichtblues von David Lindsay-Abaire gab er den Stevie und war immer wieder in diversen Rollen im Rahmen des Festivals Neues Wiener Volkstheater zu sehen.
2015 stand er für Dreharbeiten zur Fernsehserie Vier Frauen und ein Todesfall vor der Kamera, 2017 drehte er unter der Regie von Sebastian Brauneis für den Film Zauberer sowie für den Film Cops von Stefan A. Lukacs.  Sein Kinodebüt gab er 2017 in Licht von Barbara Albert als Seelenmann. Ebenfalls 2017 stand er für je eine Episode der Fernsehserien SOKO Kitzbühel und Schnell ermittelt vor der Kamera.
In der Fernsehserie Vorstadtweiber verkörperte er die Rolle des Wahlkampfmanagers und späteren Bundeskanzlers Bernd Lang. In der im März 2020 erstausgestrahlten ORF/Netflix-Serie Freud war er als Dr. Leopold von Schönfeld zu sehen.
Von 2018 bis 2020 war er Ensemblemitglied am Wiener Volkstheater, wo er für den Dorothea-Neff-Preis für die Beste schauspielerische Leistung männlich der Saison 2018/19 für seine Darstellungen in Der Kaufmann von Venedig, Don Karlos und Opernball nominiert wurde. In der Anfang März 2023 auf Amazon Prime Video veröffentlichten Serie Luden – Könige der Reeperbahn übernahm er die Rolle eines Wiener Zuhälters, der sich in St. Pauli niederlässt.
Watzl ist Mitglied der Akademie des Österreichischen Films.

## Filmografie (Auswahl)
- 2014–2016: Vorstadtweiber (Fernsehserie)
- 2017: SOKO Donau/SOKO Wien – Dirnbergers Dinner (Fernsehserie)
- 2017: Licht
- 2018: Zauberer
- 2018: Cops
- 2018: SOKO Kitzbühel – Der Staat bin ich (Fernsehserie)
- 2018: Schnell ermittelt – Gabrielle Mirnhofer (Fernsehserie)
- 2018: Der Pass (Fernsehserie)
- 2019: Vier Frauen und ein Todesfall (Fernsehserie)
- 2020: Freud (Fernsehserie)
- 2020: 3 Freunde 2 Feinde[14]
- 2020: Fuchs im Bau
- 2020: Meiberger – Feuerteufel (Fernsehserie)
- 2021: 1 Verabredung im Herbst
- 2021: Im Netz der Camorra (Fernsehfilm)
- 2021: Vienna Blood – Vor der Dunkelheit (Fernsehreihe)
- 2022: Euer Ehren (Fernsehserie)
- 2022: Alles finster – Überleben für Anfänger (Fernsehserie)
- 2022: SOKO Donau/SOKO Wien – Der gschupfte Ferdl (Fernsehserie)
- 2022: Schächten
- 2022: Tatort: Murot und das Gesetz des Karma (Fernsehreihe)
- 2022: Tatort: Das Tor zur Hölle (Fernsehreihe)
- 2023: Luden – Könige der Reeperbahn (Fernsehserie)
- 2023: Die Vermieterin
- 2024: Mit einem Tiger schlafen
- 2024: Crooks (Fernsehserie)
- 2024: Die Fälle der Gerti B. (Fernsehserie)
- 2024: Der Metzger – Mordstheater (Fernsehreihe)
- 2025: Egon Schiele - eine persönliche Begegnung

## Theater (Auswahl)

### Landestheater Linz
- 2017/2018:  Frühlings Erwachen, von Frank Wedekind (Melchior Gabor)[15][16] - Regie: Evgeny Titov

### Wiener Volkstheater
- 2018/2019: Der Kaufmann von Venedig, von William Shakespeare (Tubal, Lanzelot Gobbo, Solanio) – Regie: Anna Badora
- 2018/2019: Don Karlos, von Friedrich Schiller (Don Karlos) – Regie: Barbara Wysocka
- 2019: Opernball, Uraufführung nach dem Roman von Josef Haslinger (Ingenieur) – Regie: Alexander Charim
- 2019: NACHTVOLK Fellner! Live – Szenische Einrichtung: Felix Hafner
- 2019/2020: Nur Pferden gibt man den Gnadenschuss, nach dem Roman von Horace McCoy (Joel Girard) – Regie: Miloš Lolić
- 2019/2020: Der gute Mensch von Sezuan, von Bertolt Brecht (Wang, ein Wasserverkäufer/Mann der achtköpfigen Familie) – Regie: Robert Gerloff
- 2020: Schwere Knochen, Uraufführung nach dem gleichnamigen Roman von David Schalko (Karl Sikora / KZ-Buchhalter / Bote / Gisela)[17] – Regie: Alexander Charim
- 2020: Alles geht! – Der Film – Regie: Paul Spittler[18]

### Burgtheater Wien
- 2022/2023: Keine Menschenseele, Uraufführung (Luziwuzi) – Regie: LAOKOON (Cosima Terrasse, Moritz Riesewieck, Hans Block)[19]

### Volksoper Wien
- 2023/24/25: Lass uns die Welt vergessen – Volksoper 1938, Uraufführung (Kurt Herbert Adler, Dirigent) – Regie: Theu Boermans[20]
- 2024/25: Die Csárdásfürstin, von Emmerich Kálmán (Eugen Baron Rohnsdorff) – Regie: Johannes Erath[21]

## Auszeichnungen und Nominierungen
- 2015: ITSelF Festival Warschau – Ensemblepreis für Lulu – Regie: David Stöhr
- 2018: Diagonale – Schauspielpreis für das gesamte Ensemble von Cops[22]
- 2018: Würdigungspreis der Universität für Musik und darstellende Kunst Wien[23]
- 2019: Dorothea-Neff-Preis – Nominierung in der Kategorie Beste schauspielerische Leistung männlich[10]